# Chiesa di San Tammaro Vescovo

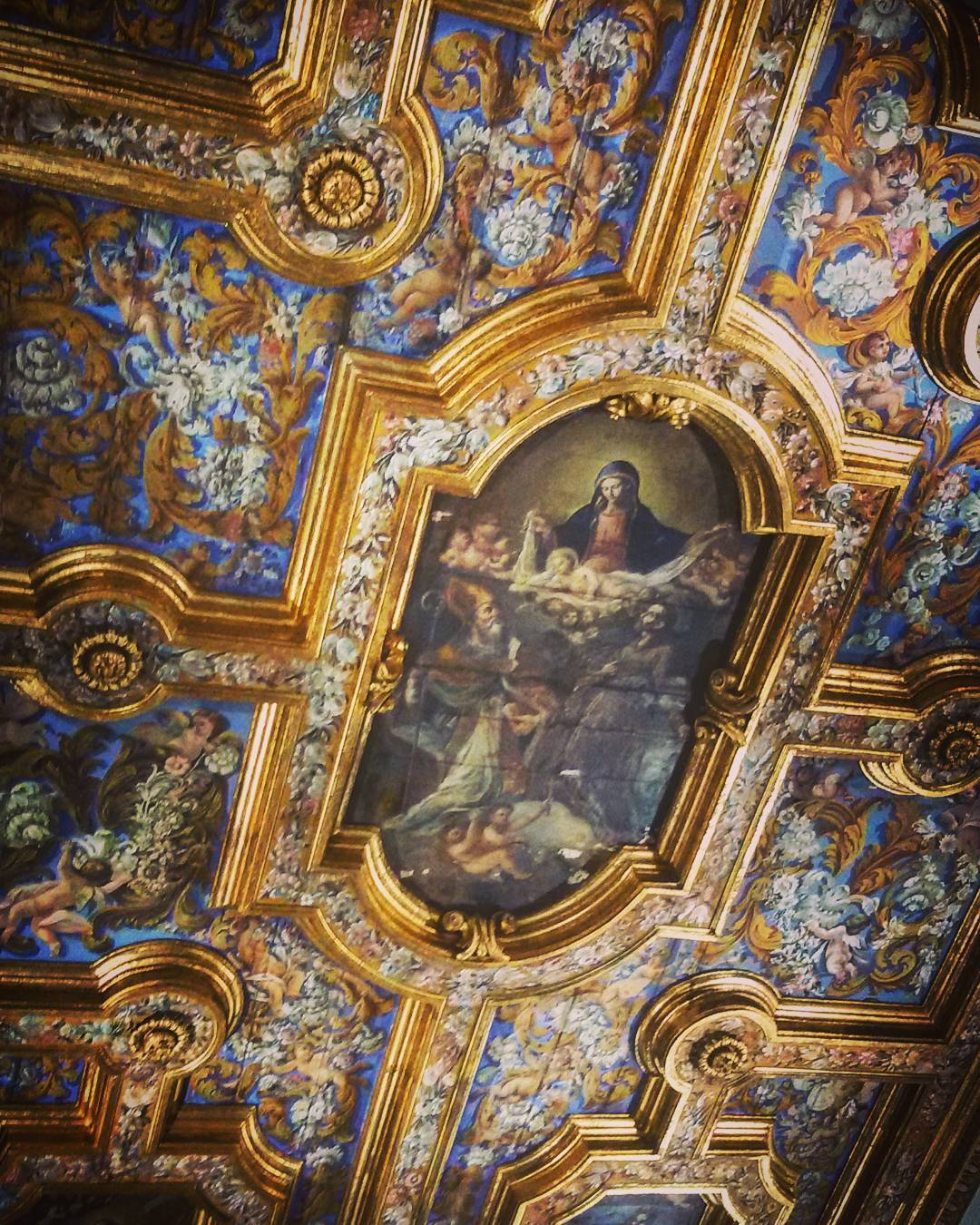
Il cassettone ligneo della chiesa parrocchiale di San Tammaro

La chiesa parrocchiale di San Tammaro vescovo si trova nella città di San Tammaro, in provincia di Caserta.
È a tre navate, di cui la centrale risulta più alta e più ampia. La chiesa è impreziosita da un soffitto a cassettoni in oro. All'interno vi sono tele e statue raffiguranti i santi venerati in paese.
Sull'ultimo altare della navata destra è posizionato il simulacro ligneo di san Tammaro vescovo, sotto il quale vi è un tabernacolo in cui vi sono custodite le reliquie di santi locali.
L'altare marmoreo della cappella del Santissimo Sacramento custodisce l'effigie di Maria Santissima della Libera, compatrona della città.

## Storia
San Tammaro, santo che occupa un posto rilevante nella storia religiosa di vari luoghi della Campania, fu vescovo di Benevento nel V secolo, e dà il nome sia al territorio in cui geograficamente la parrocchia si configura sia al comune in provincia di Caserta. San Tammaro dà il titolo prima di tutto alla Chiesa Parrocchiale.

### Fonti storiche
Negli atti della visita pastorale dell’8 maggio 1875 si fa riferimento ad un istrumento dell’anno 778, con il quale Arechi II, principe di Benevento, avrebbe donato alcune corti al monastero di San Vincenzo al Volturno “nel vico che dicesi a San Tammaro nel territorio di Capua“, ma, nel documento, non si fa alcun riferimento all'edificio. Una ecclesia S. Tammari de monte compare nell'elenco delle chiese soggette all'arcivescovo metropolita di Capua Alfano. 
Le Rationes Decimarum della Camera Apostolica degli anni 1326 e 1327, una sorta di computo dei tributi dovuti alla Curia Romana, fanno riferimento alla chiesa chiamandola ecclesia S. Thamari, per la quale il suo beneficiario l’abate de Antiniano, titolare di altre nove chiese, versava una parte della somma di quattordici grani. Nelle medesime fonti si trova il riferimento ad una cappellania S. Thamari o S. Tammari, in nome della quale il beneficiario un presbitero di nome Capuano versava nel 1326 la quota di quattordici grani. Dalle Rationes Decimarum si apprende anche che già nel XII secolo, la chiesa di San Tammaro era governata da un abbas e da un cappellanus. Il titolo di abate si dava all'epoca pure ad un semplice presbyter, il presbitero titolare beneficiario delle rendite e rettore della parrocchia solo di nome. Il cappellano era l’incaricato diretto della salus animarum, cioè della cura spirituale dei fedeli. 
Sulla base di tali documenti si può ritenere che la chiesa sia stata edificata su una preesistente edicola eretta in onore di San Tammaro, tra la seconda metà del XII secolo e i primi decenni del XIV. 